# グリース (曲)
「グリース」（Grease）は、1978年5月6日に発売されたフランキー・ヴァリのシングル。ソロとしてのフランキー・ヴァリの最大のヒット曲である。かねてよりフランキー・ヴァリに曲を書きたいと思っていた、同じくファルセットボイスを得意とするバリー・ギブが制作した楽曲で、同年の映画『グリース』のサウンドトラック・アルバムのオープニングとラスト（Reprise）に収録された作品である。
「グリース」は、オリビア・ニュートン＝ジョンとジョン・トラボルタのデュエット曲「愛のデュエット」に続く、サウンドトラック・アルバムからの第2弾シングルとして発売され、ミリオンセラーとなった。

## 背景
映画プロデューサーでRSOレコードのロバート・スティグウッドから映画『グリース』の楽曲制作を依頼されたバリー・ギブ（ビージーズのメンバー）は、以前から親交があったフランキー・ヴァリが歌うことを想定して楽曲制作することを決めた。
ずっとヴァリに楽曲提供したいと考え、そのことをヴァリにも言い続けてきたギブは、これを機に改めてヴァリに声をかけ、自身制作の「グリース」と題する曲のデモテープを彼に送り、人気ミュージカルの『グリース』の映画版のサウンドトラックにするつもりだと伝えた。
ヴァリは、出来上がっていた映画を前もって試写していなかったが、ギブから渡されたそのデモテープを聴きながら、13年もブロードウェイで上演されている作品の映画化だから「何かしらいいものがあるはずだ」と思って引受けることを決めた。ギブがプロデュースしたレコーディングでは、ピーター・フランプトンがギターを演奏し、ヴァリのボーカルが吹き込まれた。

## 収録曲
| #         | タイトル                            | 作詞         | 作曲         | 編曲         | 時間 |
| --------- | ----------------------------------- | ------------ | ------------ | ------------ | ---- |
| 1.        | 「グリース」                        | バリー・ギブ | バリー・ギブ | バリー・ギブ | 3:25 |
| 2.        | 「グリース (インストゥルメンタル)」 |              | バリー・ギブ | バリー・ギブ | 3:25 |
| 合計時間: | 合計時間:                           | 合計時間:    | 合計時間:    | 合計時間:    | 6:50 |

## レコーディング・ミュージシャン
- フランキー・ヴァリ – リード・ボーカル
- バリー・ギブ - バック・ボーカル
- スウィート・インスピレーションズ（英語版） – バック・ボーカル
- ピーター・フランプトン – ギター
- ジョージ・テリー（英語版） – ギター
- ハロルド・カワー (Harold Cowart) - ベース・ギター
- ロン・ジーグラー (Ron Ziegler) – ドラム
- カール・リチャードソン (Karl Richardson) – エンジニア
- ゲイリー・ブラウン (Gary Brown) – サックス

## 反響
フランキー・ヴァリの予想を上回る大成功を収めた映画興行により、サウンドトラックも12週にわたって全米1位となり、ヴァリのシングル「グリース」も全米チャートの1位を獲得して、ミリオンセラーのプラチナディスクとなった。
日本においては1978年8月1日にシングル「グリース」が発売されて、オリコン週間チャートで47位となった。

## カバー・アーティスト
- バリー・ホワイト（1979年） - アルバム『Super Movie Themes』収録
- クレイグ・マクラクラン（英語版）（1993年） - アルバム『Grease (Original London Cast)』収録
- ジョン・バロウマン（1995年） - アルバム『Songs from Grease (1994 London Studio Cast)』収録
- ビージーズ（1998年） - アルバム『One Night Only』収録。
- ガールズ・アラウド（2003年） - シングル「Jump」のB面。